# Arrhythmus
Arrhythmus is een geslacht van kevers uit de familie van de boktorren (Cerambycidae). De wetenschappelijke naam van het geslacht werd in 1878 gepubliceerd door Charles Owen Waterhouse.

## Soorten
Arrhythmus omvat de volgende soorten:
- Arrhythmus pallimembris Fairmaire, 1888
- Arrhythmus rugosipennis Waterhouse, 1878